# Gamescom
La Gamescom (stylisé en gamescom) est un salon international consacré au jeu vidéo, dont la première édition s'est tenue du 19 août au 23 août 2009 à Cologne en Allemagne. Elle succède historiquement à la Games Convention, qui se tenait chaque année à Leipzig jusqu'en 2008.

## Origines
La gamescom fut officiellement dévoilée en février 2008, sous l'impulsion du BIU, le syndicat allemand des éditeurs de jeux vidéo.
Ce salon a été créé à la suite de l'édition 2007 de la Games Convention, qui, malgré un taux de fréquentation record, a laissé une impression mitigée aux organisateurs et aux professionnels qui s'étaient déplacés pour l'évènement. En effet, comme chaque année la Games Convention s'est déroulée dans la ville de Leipzig, dont les capacités hôtelières se révèlent insuffisantes compte tenu de l'engouement pour le salon. En outre, en raison du nombre très important de visiteurs (environ 185 000 en 2007), les allées du salon se retrouvaient rapidement saturées. L'édition 2008 n'a fait que confirmer cette tendance, avec un nombre de visiteurs encore plus important, soit 203 000 personnes.
Lors de sa création, la gamescom prévoyait de se tenir pour la première fois à Cologne en 2009, durant la même semaine que la Games Convention. Néanmoins, celle-ci a été annulée en janvier 2009 pour laisser place à une Games Convention Online, censée être un évènement interactif se déroulant uniquement sur Internet, et se focalisant sur le jeu en ligne.

## Statistiques
Évolution du nombre de visiteurs à la Gamescom
| Année | Dates      | Visiteurs | Exposants | Professionnels | Journalistes | Surface d'exposition |
| 2009  | 19-23 août | 245 000   | 458       | 17 000         | 4 100        | 120 000 m2           |
| 2010  | 18-22 août | 254 000   | 505       | 18 900         | 4 400        | 120 000 m2           |
| 2011  | 17-21 août | 276 000   | 557       | 21 400         | 5 000        | 120 000 m2           |
| 2012  | 15-19 août | 275 000   | 603       | 24 500         | 5 300        | 140 000 m2           |
| 2013  | 21-25 août | 340 000   | 635       | 29 600         | 6 000        | 140 000 m2           |
| 2014  | 13-17 août | 335 000   | 703       | 31 500         | 6 000        | 140 000 m2           |
| 2015  | 5-9 août   | 345 000   | 806       | 33 200         | 6 000        | 193 000 m2           |
| 2016  | 17-21 août | 345 000   | 877       | 30 500         | -            | 193 000 m2           |
| 2017  | 22-26 août | 350 000   | 919       | 30 700         | -            | 201 000 m2           |
| 2018  | 21-25 août | 370 000   | 1 037     | 31 200         | -            | 201 000 m2           |
| 2019  | 20-24 août | 373 000   | 1 153     | 31 300         | -            | 218 000 m2           |
| 2020  | Annulée    | /         | /         | /              | /            | /                    |
| 2021  | Annulée    | /         | /         | /              | /            | /                    |
| 2022  | 24-28 août | 265 000   | 1 135     | 25 000         | 3273         | 220 000 m2           |
| 2023  | 23-27 août | 320 000   | 1 227     | 31 000         | /            | 230 000 m2           |

À titre de comparaison avec la Games Convention, le nombre d'exposants est sensiblement le même : lien vers les statistiques de la games convention.
Comparé au TGS, la gamescom attire aussi plus de visiteurs, bien que par le passé le TGS avait atteint un nombre de visiteurs comparable.
Par contre la Gamescom n'a pas (encore) le poids d'un E3 réservé aux professionnels : 33 200 professionnels à la Gamescom contre environ 47 000 pour l'E3[réf. nécessaire]. La gamescom voit tout de même venir sept fois plus de visiteurs que l'évènement de juin en 2015.
Mais avec un tel engouement, les organisateurs de la troisième édition ont même dû refuser du monde lors de la journée du dimanche car l'enceinte ne pouvait supporter plus de monde sans occasionner des manquements en matière de sécurité.

## Éditions

### Gamescom 2009

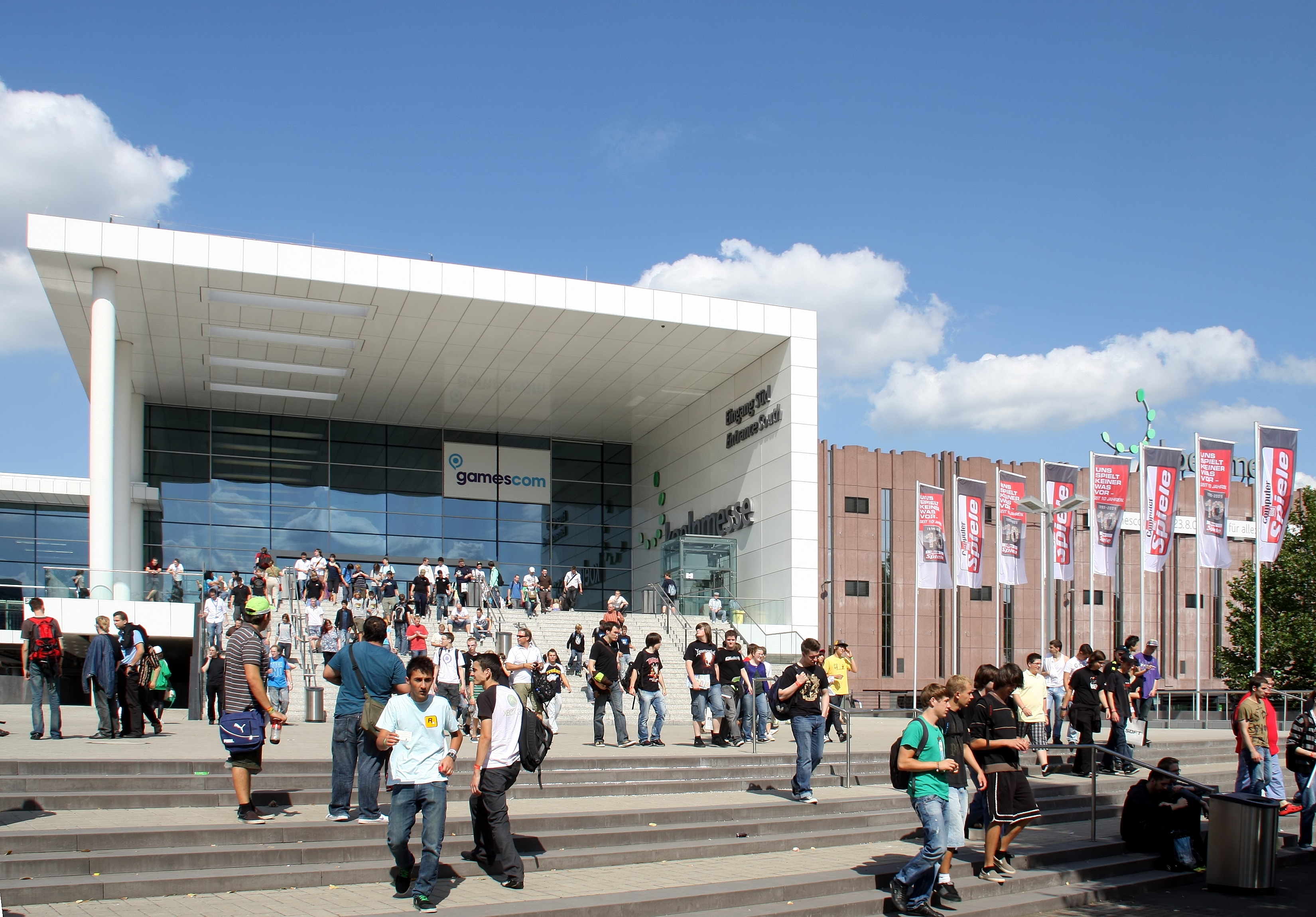
Entrée de Koelnmesse en 2009.

Pour cette première édition du salon, la plupart des éditeurs, en particulier les constructeurs de console, ont présenté un catalogue sensiblement identique à celui de l'E3 2009, notamment en raison de la proximité temporelle entre les deux événements. Néanmoins, la gamescom témoigne d'une place plus importante accordée au jeu sur PC, en partie due à la prédominance du support en Allemagne. Ainsi, plusieurs jeux PC présentées lors de l'E3 étaient pour la première fois jouables au cours de la gamescom 2009, en particulier Final Fantasy XIV. En outre, certains jeux absents de l'E3 étaient présentés en version jouable au cours du salon allemand, comme Diablo III ou StarCraft II. Enfin, plusieurs jeux exclusivement PC ont été dévoilés au cours de l'événement, notamment Napoleon: Total War, Victoria II, ou encore le premier add-on d'Age of Conan: Hyborian Adventures, baptisé Rise of the Godslayer.

Les consoles de salon ne sont cependant pas en reste avec l'annonce par Sony au cours de sa conférence d'ouverture de la toute nouvelle version de la PlayStation 3, assortie d'une baisse de prix, ainsi que l'officialisation par Peter Molyneux du développement de Fable III.
Voici quelques-uns des faits marquants de la gamescom 2009 :
- Présentation et annonce de la PlayStation 3 Slim ;
- Annonces de Age of Conan: Rise of the Godslayer, Fable III et Napoleon: Total War ;
- Un lecteur de digital comics pour la PSP et un Vidéo Store intégré au PSN sur PS3.

### Gamescom 2010

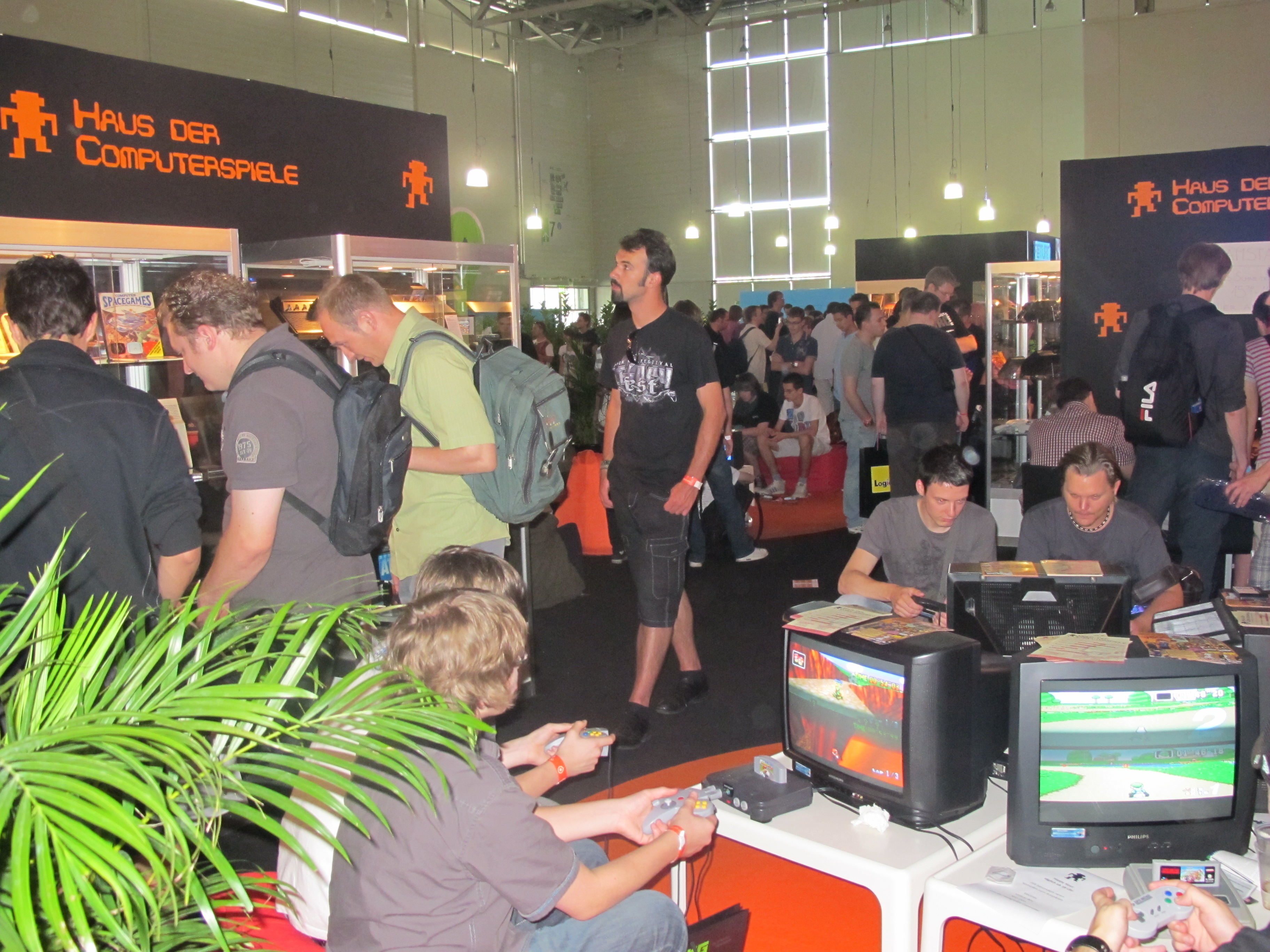
Gamescom 2010.

La seconde édition du salon a eu lieu du 18 au 22 août, toujours à Cologne. 505 exposants venant de 33 pays différents sont venus y présenter leurs jeux devant 254 000 visiteurs.
Il y eut deux conférences qui ont eu lieu le mardi 17 août 2010 :
- conférence EA ;
- conférence Sony.

Voici quelques-uns des faits marquants de la gamescom 2010 :
- Présentation et annonce de Guild Wars 2 du studio Arenanet ;
- Présentation de Ratchet and Clank: All 4 One, Resistance 3 et Virtua Tennis 4 ;
- Annonce d'un développement de fonctions communautaires pour la PlayTV ;
- Annonce de nouveaux packs PS3 : les 160 et 320 Go remplaceront les 120 et 250 Go.

Le jury présent à l'évènement a décerné les prix du salon. Gran Turismo 5 a été élu meilleur jeu du salon et le PlayStation Move meilleur accessoire matériel.

### Gamescom 2011
L'édition 2011, qui s'est déroulée du 17 au 21 août, a accueilli plus de journalistes, des professionnels et de visiteurs que jamais auparavant.
La PlayStation Vita a été la console la plus en vue du salon, que ce soit durant la conférence qu'a tenu Sony ou dans les travées du salon. Cette console portable a obtenu le prix Meilleur matériel ou accessoire décerné par les organisateurs de l'évènement, et le jeu uncharted: Golden Abyss, sur PS Vita a obtenu le prix du Meilleur jeu mobile. Un nouveau jeu de la série Assassin's Creed arrivera sur la console : Assassin's Creed Virtues.
Il y a eu deux conférences en marge du salon :
- Sony, qui en a profité pour annoncer la baisse de prix de la PlayStation 3 de 50 euros (249 € contre 299 € précédemment)[29] ;
- EA, qui a obtenu pour son jeu Battlefield 3 la récompense d'être le Meilleur jeu du salon.

De nombreux jeux ont ainsi pu être testés, parmi lesquels Uncharted 3: L'illusion de Drake, Assassin's Creed: Revelations et Star Wars: The Old Republic.

### Gamescom 2012
Elle s'est déroulée du 15 au 19 août. Alors que Sony a montré des jeux PS3 et surtout PS Vita à montrer durant cette édition, Microsoft a été absent. Blizzard a annoncé sa venue, avec la présentation de leurs derniers opus World of Warcraft et Starcraft, et quelques-uns des développeurs.

### Gamescom 2013
L'édition 2013 avait lieu du 20 au 25 août 2013 et a rassemblé plus de 340 000 visiteurs. Le salon dévoila pour la première fois sur le sol européen, les consoles de nouvelle génération Xbox One et PlayStation 4.

### Gamescom 2014
Elle s'est déroulée entre les 13 et 17 août 2014.

### Gamescom 2015
L’édition 2015 du salon a lieu du 5 au 9 août 2015, toujours à Cologne.
Il y eut quatre conférences qui ont eu lieu le mardi 4 août et le mercredi 5 août : Microsoft, EA, Blizzard et Call of Duty. Square Enix retransmet en streaming des présentations de Final Fantasy XV ; Sony est un grand absent du salon cette année.
Voici quelques faits marquants de l’édition 2015 :
- Microsoft annonce la sortie de jeux en early access sur Xbox One, et annonce Halo Wars 2, Quantum Break, Crackdown 3
- Présentation de Mirror's Edge Catalyst et Mafia III, ainsi que d’autres jeux déjà présentés à l’E3 2015[34].
- Présentation de World of Warcraft : Legion, sixième extension de World of Warcraft[35].

### Gamescom 2016
L’édition 2016 du salon a lieu du 17 au 21 août 2016 et a rassemblé plus de 345 000 visiteurs.

### Gamescom 2017
L’édition 2017 du salon a lieu du 22 au 26 août 2017. C'est la première édition du salon ouverte par un chancelier fédéral en exercice, la chancelière Angela Merkel.

### Gamescom 2018
L'édition 2018 du salon a lieu du 22 au 25 août 2018 avec une journée supplémentaire le 21 août pour les professionnels et la presse.
Cette édition vit quelques sorties marquantes, telles que Hitman 2 (publié par IOI), Life Is Strange 2 (publié par SquareEnix), Call Of Duty : Black Ops 4 (publié par Activision).
Au-delà des sorties, les studios ont également annoncé de futures sorties, telles que Sekiro: Shadows Die Twice (publié par Activision), A Plague Tale: Innocence (publié par Focus Home Interactive), Gris (publié par Devolver Digital), ou Spyro Reignited Trilogy (publié par Activision Blizzard).
À noter que l'annonce de Biomutant a été réitérée (développé par Experiment 101 et publié par studio THQ Nordic),.

### Gamescom 2019
L'édition 2019 du salon a eu lieu du 20 au 24 août 2019 et ayant réuni plus de 373 000 visiteurs. Différents jeux ont été à l'affiche comme :

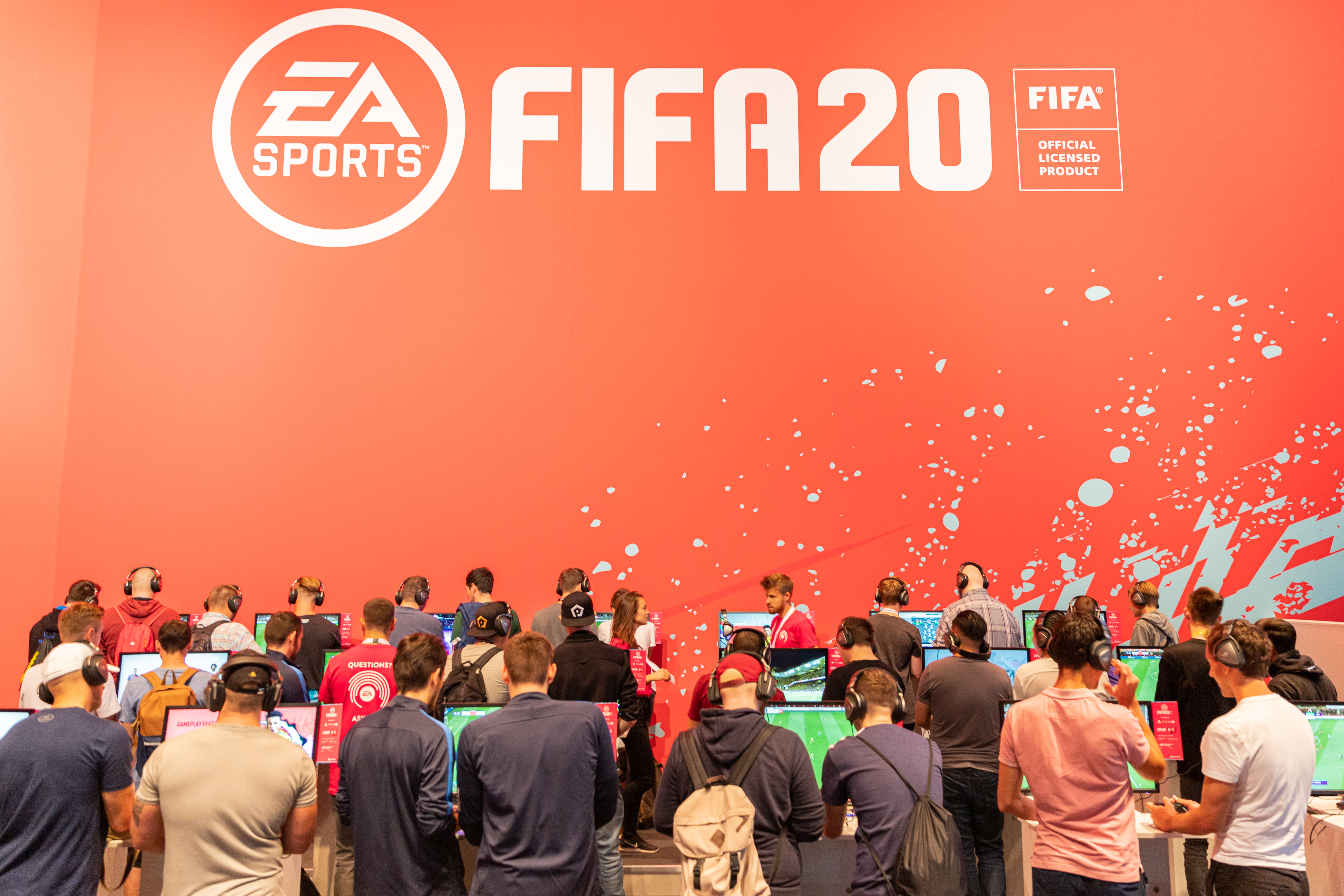
Le stand de FIFA 20 à la Gamescom 2019.

- Gears 5 (publié par Microsoft)
- FIFA 20 (publié par EA)
- Apex Legends (publié par EA)